# Гиз
Гиз (на френски: Guise, произношение на местния диалект Гюиз) е град в Северна Франция. Разположен е около река Оаз в департамент Ен на регион О дьо Франс. Отстои на около 150 км северно от столицата Париж. Обект на туризъм е сградният комплекс „Фамилистер“ от 19 век, построен от индустриалеца Жан-Батист Андре Годен, предназначен за живеене на работещите в неговата фабрика. Има крайна жп гара по линията Васини-Гиз. Население 5489 жители от преброяването през 2007 г.

## Спорт
На 10 юли 2007 г. през Гиз преминава третият етап от Колоездачната обиколка на Франция.

## Личности, родени в Гиз
- Камий Демулен (1760-1794), френски политик

## Личности, починали в Гиз
- Жан-Батист Андре Годен (1817-1888), френски индустриалец и социалист-утопист